# Vilhelm Fredrik av Brandenburg-Ansbach
Vilhelm Fredrik av Brandenburg-Ansbach, född 8 januari 1686 i Ansbach, död 7 januari 1723 i Unterreichenbach, var från 1703 till sin död regerande markgreve av Brandenburg-Ansbach.

## Biografi
Vilhelm Fredrik tillhörde den yngre Brandenburg-Ansbach-grenen av huset Hohenzollern och var fjärde son till markgreve Johan Fredrik av Brandenburg-Ansbach i dennes andra äktenskap med Eleonore Erdmuthe av Sachsen-Eisenach. Hans syster Caroline gifte sig med kurprins Georg av Hannover, den blivande kungen av Storbritannien Georg II, och blev därigenom 1727 drottning av Storbritannien och Irland samt kurfurstinna av Hannover.
Hans äldre halvbröder, markgrevarna Kristian Albrekt respektive Georg Fredrik II, kom båda att avlida relativt unga utan att efterlämna hustru eller barn, och efter att Georg Fredrik stupat i Spanska tronföljdskriget 1703 blev Vilhelm Fredrik därför som minderårig ny markgreve av Brandenburg-Ansbach. Redan som arvprins förde han officiellt befäl över ett av Frankiska kretsens infanteriregementen och som regerande markgreve förde han befäl över de kejserliga Ansbach-dragonerna från 1718 till 1723.
År 1710 grundade han Ansbachs fajansmanufaktur. 
I september 1712 köpte han slottet i Unterreichenbach för femtusen Reichstaler och lät bygga om det till jaktslott. Hans hustru Christiane Charlotte av Württemberg-Winnental fick samma år, då äldste sonen Karl Vilhelm Fredrik föddes, slottet i Unterschwaningen som gåva. Slottet hade varit i markgrevarnas ägo sedan början av 1600-talet och hovbyggmästaren och arkitekten Carl Friedrich von Zocha fick i uppdrag att bygga ut slottet, samt byggde även ut residensslottet i Ansbach mellan 1719 och 1730.

## Familj
Vilhelm Fredrik gifte sig 28 augusti 1709 med Christiane Charlotte av Württemberg-Winnental (1694–1729), dotter till hertig Fredrik Karl av Württemberg-Winnental. I äktenskapet föddes:
- Karl Vilhelm Fredrik (1712–1757), markgreve av Brandenburg-Ansbach
- Eleonore (1713–1714)
- Fredrik Karl (1715–1716)

Med mätressen Karoline von Reystendorf hade han två utomäktenskapliga söner:
- Friedrich Wilhelm von Reystendorf (1718–1742) och
- Friedrich Karl von Reystendorf (1718–1779).